# Raimundo Nonato da Silva
Raimundo Nonato da Silva, genannt Nonato, (* 23. Februar 1967 in Mossoró) ist ein ehemaliger brasilianischer Fußballspieler. Er gewann in seiner Karriere verschiedene nationale sowie internationale Meisterschaften.
Der Spieler trat hauptsächlich für den Cruzeiro EC aus Belo Horizonte an. Für die Füchse aus Mians Gerais soll er in verschiedenen Wettbewerben 339 Spiele bestritten und 22 Tore erzielt haben.

## Erfolge
Cruzeiro
- Copa dos Campeões Mineiros: 1991
- Supercopa Sudamericana: 1991, 1992
- Campeonato Mineiro: 1992, 1994, 1996, 1997
- Copa de Oro Nicolás Leoz: 1995
- Copa Master de Supercopa: 1995
- Copa do Brasil: 1993, 1996
- Copa Libertadores: 1997